# Tour de Eslovenia 2024
La 30.ª edición del Tour de Eslovenia fue una carrera de ciclismo en ruta por etapas que se celebró entre el 12 y el 16 de junio de 2024 en Eslovenia, con inicio en la ciudad de Murska Sobota y final en la ciudad de Novo Mesto sobre un recorrido de 834,4 km.
La prueba hizo parte del UCI ProSeries 2024, dentro de la categoría 2.Pro, y fue ganada por el italiano Giovanni Aleotti del Bora-Hansgrohe. Completaron el podio, como segundo y tercer clasificado respectivamente, el español Pello Bilbao del Bahrain Victorious y el también italiano Giulio Pellizzari del VF Group Bardiani-CSF Faizanè.

## Equipos participantes
Tomaron parte en la carrera 23 equipos de los cuales 7 son de categoría UCI WorldTeam, 11 de categoría UCI ProTeam y 5 de categoría Continental, quienes formaron un pelotón de 159 ciclistas de los que terminaron 133. Los equipos participantes fueron:
| WorldTeams (7)- Bora-Hansgrohe - Bahrain Victorious - EF Education-EasyPost - Ineos Grenadiers - Team Jayco AlUla - UAE Team Emirates - Groupama-FDJ ProTeams (11)- Bingoal WB - Caja Rural-Seguros RGA - Corratec-Vini Fantini - Equipo Kern Pharma - Euskaltel-Euskadi - Q36.5 Pro Cycling Team - Polti Kometa - Tudor Pro Cycling Team - Uno-X Mobility - VF Group-Bardiani CSF-Faizané - TotalEnergies Equipos continentales (5)- Adria Mobil - Ljubljana Gusto Santic - Sava Kranj Cycling - Santic-Wibatech - Pierre Baguette Cycling |
| |

## Etapas
| Etapa     | Fecha     | Recorrido                                 | type             | Distancia (km) | Ganador           | Líder             |
| --------- | --------- | ----------------------------------------- | ---------------- | -------------- | ----------------- | ----------------- |
| 1.ª etapa | 12 de jun | Murska Sobota – Ormož                     | etapa llana      | 191,9          | Dylan Groenewegen | Dylan Groenewegen |
| 2.ª etapa | 13 de jun | Žalec – Rogaška Slatina                   | etapa escarpada  | 177,9          | Phil Bauhaus      | Phil Bauhaus      |
| 3.ª etapa | 14 de jun | Liubliana – Nova Gorica                   | etapa escarpada  | 160,5          | Giovanni Aleotti  | Giovanni Aleotti  |
| 4.ª etapa | 15 de jun | Škofljica – Krvavec                       | etapa de montaña | 147,2          | Pello Bilbao      | Giovanni Aleotti  |
| 5.ª etapa | 16 de jun | Municipalidad del Šentjernej – Novo Mesto | etapa escarpada  | 156,9          | Ben Healy         | Giovanni Aleotti  |

## Desarrollo de la carrera

### 1.ª etapa
| Murska Sobota - Ormož | etapa llana | (191,9 km) |

| \| Clasificación de la etapa \| Clasificación de la etapa \| Clasificación de la etapa \| Clasificación de la etapa \| Clasificación de la etapa \| \| Ciclista \| Ciclista \| Equipo \| Tiempo \| \| \| ------------------------- \| ------------------------- \| ------------------------- \| ------------------------- \| ------------------------- \| \| 1.º \| Dylan Groenewegen \| Team Jayco AlUla \| 4 h 35 min 00 s \| \| \| 2.º \| Alexander Kristoff \| Uno-X Mobility \| + 0 s \| \| \| 3.º \| Phil Bauhaus \| Bahrain Victorious \| + 0 s \| \| \| 4.º \| Giovanni Lonardi \| Team Polti Kometa \| + 0 s \| \| \| 5.º \| Samuel Welsford \| Bora-Hansgrohe \| + 0 s \| \| \| 6.º \| Alberto Dainese \| Tudor Pro Cycling Team \| + 0 s \| \| \| 7.º \| Sandy Dujardin \| TotalEnergies \| + 0 s \| \| \| 8.º \| Marc Brustenga \| Equipo Kern Pharma \| + 0 s \| \| \| 9.º \| Louis Blouwe \| Bingoal WB \| + 0 s \| \| \| 10.º \| Paul Penhoët \| Groupama-FDJ \| + 0 s \| \| |                    |                        |                 |
| |                    |                        |                 |
| Fuente: ProCyclingStats |                    |                        |                 |
| Clasificación de la etapa |                    |                        |                 |
| Ciclista | Ciclista           | Equipo                 | Tiempo          |
| 1.º | Dylan Groenewegen  | Team Jayco AlUla       | 4 h 35 min 00 s |
| 2.º | Alexander Kristoff | Uno-X Mobility         | + 0 s           |
| 3.º | Phil Bauhaus       | Bahrain Victorious     | + 0 s           |
| 4.º | Giovanni Lonardi   | Team Polti Kometa      | + 0 s           |
| 5.º | Samuel Welsford    | Bora-Hansgrohe         | + 0 s           |
| 6.º | Alberto Dainese    | Tudor Pro Cycling Team | + 0 s           |
| 7.º | Sandy Dujardin     | TotalEnergies          | + 0 s           |
| 8.º | Marc Brustenga     | Equipo Kern Pharma     | + 0 s           |
| 9.º | Louis Blouwe       | Bingoal WB             | + 0 s           |
| 10.º | Paul Penhoët       | Groupama-FDJ           | + 0 s           |

| \| Clasificación general \| Clasificación general \| Clasificación general \| Clasificación general \| Clasificación general \| \| Ciclista \| Ciclista \| Equipo \| Tiempo \| \| \| --------------------- \| --------------------- \| ---------------------- \| --------------------- \| --------------------- \| \| 1.º \| Dylan Groenewegen \| Team Jayco AlUla \| 4 h 34 min 50 s \| \| \| 2.º \| Alexander Kristoff \| Uno-X Mobility \| + 4 s \| \| \| 3.º \| Phil Bauhaus \| Bahrain Victorious \| + 6 s \| \| \| 4.º \| Jhonatan Narváez \| Ineos Grenadiers \| + 7 s \| \| \| 5.º \| Ben Healy \| EF Education-EasyPost \| + 8 s \| \| \| 6.º \| Matej Mohorič \| Bahrain Victorious \| + 8 s \| \| \| 7.º \| Domen Novak \| UAE Team Emirates \| + 8 s \| \| \| 8.º \| Szymon Tracz \| Santic-Wibatech \| + 8 s \| \| \| 9.º \| Dylan Hopkins \| Ljubljana Gusto Santic \| + 9 s \| \| \| 10.º \| Giovanni Lonardi \| Team Polti Kometa \| + 10 s \| \| |                    |                        |                 |
| |                    |                        |                 |
| Fuente: ProCyclingStats |                    |                        |                 |
| Clasificación general |                    |                        |                 |
| Ciclista | Ciclista           | Equipo                 | Tiempo          |
| 1.º | Dylan Groenewegen  | Team Jayco AlUla       | 4 h 34 min 50 s |
| 2.º | Alexander Kristoff | Uno-X Mobility         | + 4 s           |
| 3.º | Phil Bauhaus       | Bahrain Victorious     | + 6 s           |
| 4.º | Jhonatan Narváez   | Ineos Grenadiers       | + 7 s           |
| 5.º | Ben Healy          | EF Education-EasyPost  | + 8 s           |
| 6.º | Matej Mohorič      | Bahrain Victorious     | + 8 s           |
| 7.º | Domen Novak        | UAE Team Emirates      | + 8 s           |
| 8.º | Szymon Tracz       | Santic-Wibatech        | + 8 s           |
| 9.º | Dylan Hopkins      | Ljubljana Gusto Santic | + 9 s           |
| 10.º | Giovanni Lonardi   | Team Polti Kometa      | + 10 s          |

### 2.ª etapa
| Žalec - Rogaška Slatina | etapa escarpada | (177,9 km) |

| \| Clasificación de la etapa \| Clasificación de la etapa \| Clasificación de la etapa \| Clasificación de la etapa \| Clasificación de la etapa \| \| Ciclista \| Ciclista \| Equipo \| Tiempo \| \| \| ------------------------- \| ------------------------- \| ----------------------------- \| ------------------------- \| ------------------------- \| \| 1.º \| Phil Bauhaus \| Bahrain Victorious \| 4 h 26 min 08 s \| \| \| 2.º \| Alberto Dainese \| Tudor Pro Cycling Team \| + 0 s \| \| \| 3.º \| Luka Mezgec \| Team Jayco AlUla \| + 0 s \| \| \| 4.º \| Jonas Koch \| Bora-Hansgrohe \| + 0 s \| \| \| 5.º \| Jhonatan Narváez \| Ineos Grenadiers \| + 0 s \| \| \| 6.º \| Alessandro Covi \| UAE Team Emirates \| + 0 s \| \| \| 7.º \| Filippo Fiorelli \| VF Group-Bardiani CSF-Faizanè \| + 0 s \| \| \| 8.º \| Giovanni Lonardi \| Team Polti Kometa \| + 0 s \| \| \| 9.º \| Matteo Moschetti \| Q36.5 Pro Cycling Team \| + 0 s \| \| \| 10.º \| Orluis Aular \| Caja Rural-Seguros RGA \| + 0 s \| \| |                  |                               |                 |
| |                  |                               |                 |
| Fuente: ProCyclingStats |                  |                               |                 |
| Clasificación de la etapa |                  |                               |                 |
| Ciclista | Ciclista         | Equipo                        | Tiempo          |
| 1.º | Phil Bauhaus     | Bahrain Victorious            | 4 h 26 min 08 s |
| 2.º | Alberto Dainese  | Tudor Pro Cycling Team        | + 0 s           |
| 3.º | Luka Mezgec      | Team Jayco AlUla              | + 0 s           |
| 4.º | Jonas Koch       | Bora-Hansgrohe                | + 0 s           |
| 5.º | Jhonatan Narváez | Ineos Grenadiers              | + 0 s           |
| 6.º | Alessandro Covi  | UAE Team Emirates             | + 0 s           |
| 7.º | Filippo Fiorelli | VF Group-Bardiani CSF-Faizanè | + 0 s           |
| 8.º | Giovanni Lonardi | Team Polti Kometa             | + 0 s           |
| 9.º | Matteo Moschetti | Q36.5 Pro Cycling Team        | + 0 s           |
| 10.º | Orluis Aular     | Caja Rural-Seguros RGA        | + 0 s           |

| \| Clasificación general \| Clasificación general \| Clasificación general \| Clasificación general \| Clasificación general \| \| Ciclista \| Ciclista \| Equipo \| Tiempo \| \| \| --------------------- \| --------------------- \| ----------------------------- \| --------------------- \| --------------------- \| \| 1.º \| Phil Bauhaus \| Bahrain Victorious \| 9 h 00 min 54 s \| \| \| 2.º \| Alberto Dainese \| Tudor Pro Cycling Team \| + 8 s \| \| \| 3.º \| Alexander Kristoff \| Uno-X Mobility \| + 8 s \| \| \| 4.º \| Martin Marcellusi \| VF Group-Bardiani CSF-Faizanè \| + 9 s \| \| \| 5.º \| Luka Mezgec \| Team Jayco AlUla \| + 10 s \| \| \| 6.º \| Jhonatan Narváez \| Ineos Grenadiers \| + 11 s \| \| \| 7.º \| Ben Healy \| EF Education-EasyPost \| + 12 s \| \| \| 8.º \| Domen Novak \| UAE Team Emirates \| + 12 s \| \| \| 9.º \| Mikkel Honoré \| EF Education-EasyPost \| + 12 s \| \| \| 10.º \| Matej Mohorič \| Bahrain Victorious \| + 12 s \| \| |                    |                               |                 |
| |                    |                               |                 |
| Fuente: ProCyclingStats |                    |                               |                 |
| Clasificación general |                    |                               |                 |
| Ciclista | Ciclista           | Equipo                        | Tiempo          |
| 1.º | Phil Bauhaus       | Bahrain Victorious            | 9 h 00 min 54 s |
| 2.º | Alberto Dainese    | Tudor Pro Cycling Team        | + 8 s           |
| 3.º | Alexander Kristoff | Uno-X Mobility                | + 8 s           |
| 4.º | Martin Marcellusi  | VF Group-Bardiani CSF-Faizanè | + 9 s           |
| 5.º | Luka Mezgec        | Team Jayco AlUla              | + 10 s          |
| 6.º | Jhonatan Narváez   | Ineos Grenadiers              | + 11 s          |
| 7.º | Ben Healy          | EF Education-EasyPost         | + 12 s          |
| 8.º | Domen Novak        | UAE Team Emirates             | + 12 s          |
| 9.º | Mikkel Honoré      | EF Education-EasyPost         | + 12 s          |
| 10.º | Matej Mohorič      | Bahrain Victorious            | + 12 s          |

### 3.ª etapa
| Liubliana - Nova Gorica | etapa escarpada | (160,5 km) |

| \| Clasificación de la etapa \| Clasificación de la etapa \| Clasificación de la etapa \| Clasificación de la etapa \| Clasificación de la etapa \| \| Ciclista \| Ciclista \| Equipo \| Tiempo \| \| \| ------------------------- \| ------------------------- \| ----------------------------- \| ------------------------- \| ------------------------- \| \| 1.º \| Giovanni Aleotti \| Bora-Hansgrohe \| 3 h 46 min 19 s \| \| \| 2.º \| Jhonatan Narváez \| Ineos Grenadiers \| + 11 s \| \| \| 3.º \| Jordan Jegat \| TotalEnergies \| + 11 s \| \| \| 4.º \| Filippo Zana \| Team Jayco AlUla \| + 11 s \| \| \| 5.º \| Giulio Pellizzari \| VF Group-Bardiani CSF-Faizanè \| + 11 s \| \| \| 6.º \| Pello Bilbao \| Bahrain Victorious \| + 11 s \| \| \| 7.º \| Domenico Pozzovivo \| VF Group-Bardiani CSF-Faizanè \| + 11 s \| \| \| 8.º \| Steff Cras \| TotalEnergies \| + 11 s \| \| \| 9.º \| Luca Covili \| VF Group-Bardiani CSF-Faizanè \| + 11 s \| \| \| 10.º \| Paul Double \| Team Polti Kometa \| + 11 s \| \| |                    |                               |                 |
| |                    |                               |                 |
| Fuente: ProCyclingStats |                    |                               |                 |
| Clasificación de la etapa |                    |                               |                 |
| Ciclista | Ciclista           | Equipo                        | Tiempo          |
| 1.º | Giovanni Aleotti   | Bora-Hansgrohe                | 3 h 46 min 19 s |
| 2.º | Jhonatan Narváez   | Ineos Grenadiers              | + 11 s          |
| 3.º | Jordan Jegat       | TotalEnergies                 | + 11 s          |
| 4.º | Filippo Zana       | Team Jayco AlUla              | + 11 s          |
| 5.º | Giulio Pellizzari  | VF Group-Bardiani CSF-Faizanè | + 11 s          |
| 6.º | Pello Bilbao       | Bahrain Victorious            | + 11 s          |
| 7.º | Domenico Pozzovivo | VF Group-Bardiani CSF-Faizanè | + 11 s          |
| 8.º | Steff Cras         | TotalEnergies                 | + 11 s          |
| 9.º | Luca Covili        | VF Group-Bardiani CSF-Faizanè | + 11 s          |
| 10.º | Paul Double        | Team Polti Kometa             | + 11 s          |

| \| Clasificación general \| Clasificación general \| Clasificación general \| Clasificación general \| Clasificación general \| \| Ciclista \| Ciclista \| Equipo \| Tiempo \| \| \| --------------------- \| --------------------- \| ----------------------------- \| --------------------- \| --------------------- \| \| 1.º \| Giovanni Aleotti \| Bora-Hansgrohe \| 12 h 47 min 17 s \| \| \| 2.º \| Jhonatan Narváez \| Ineos Grenadiers \| + 12 s \| \| \| 3.º \| Jordan Jegat \| TotalEnergies \| + 17 s \| \| \| 4.º \| Ben Healy \| EF Education-EasyPost \| + 19 s \| \| \| 5.º \| Filippo Zana \| Team Jayco AlUla \| + 21 s \| \| \| 6.º \| Giulio Pellizzari \| VF Group-Bardiani CSF-Faizanè \| + 21 s \| \| \| 7.º \| Luca Covili \| VF Group-Bardiani CSF-Faizanè \| + 21 s \| \| \| 8.º \| Pello Bilbao \| Bahrain Victorious \| + 21 s \| \| \| 9.º \| Pablo Castrillo \| Equipo Kern Pharma \| + 21 s \| \| \| 10.º \| Domenico Pozzovivo \| VF Group-Bardiani CSF-Faizanè \| + 21 s \| \| |                    |                               |                  |
| |                    |                               |                  |
| Fuente: ProCyclingStats |                    |                               |                  |
| Clasificación general |                    |                               |                  |
| Ciclista | Ciclista           | Equipo                        | Tiempo           |
| 1.º | Giovanni Aleotti   | Bora-Hansgrohe                | 12 h 47 min 17 s |
| 2.º | Jhonatan Narváez   | Ineos Grenadiers              | + 12 s           |
| 3.º | Jordan Jegat       | TotalEnergies                 | + 17 s           |
| 4.º | Ben Healy          | EF Education-EasyPost         | + 19 s           |
| 5.º | Filippo Zana       | Team Jayco AlUla              | + 21 s           |
| 6.º | Giulio Pellizzari  | VF Group-Bardiani CSF-Faizanè | + 21 s           |
| 7.º | Luca Covili        | VF Group-Bardiani CSF-Faizanè | + 21 s           |
| 8.º | Pello Bilbao       | Bahrain Victorious            | + 21 s           |
| 9.º | Pablo Castrillo    | Equipo Kern Pharma            | + 21 s           |
| 10.º | Domenico Pozzovivo | VF Group-Bardiani CSF-Faizanè | + 21 s           |

### 4.ª etapa
| Škofljica - Krvavec | etapa de montaña | (147,2 km) |

| \| Clasificación de la etapa \| Clasificación de la etapa \| Clasificación de la etapa \| Clasificación de la etapa \| Clasificación de la etapa \| \| Ciclista \| Ciclista \| Equipo \| Tiempo \| \| \| ------------------------- \| -------------------------- \| ----------------------------- \| ------------------------- \| ------------------------- \| \| 1.º \| Pello Bilbao \| Bahrain Victorious \| 3 h 59 min 09 s \| \| \| 2.º \| Paul Double \| Team Polti Kometa \| + 3 s \| \| \| 3.º \| Giovanni Aleotti \| Bora-Hansgrohe \| + 3 s \| \| \| 4.º \| Giulio Pellizzari \| VF Group-Bardiani CSF-Faizanè \| + 3 s \| \| \| 5.º \| Domenico Pozzovivo \| VF Group-Bardiani CSF-Faizanè \| + 3 s \| \| \| 6.º \| Tobias Halland Johannessen \| Uno-X Mobility \| + 9 s \| \| \| 7.º \| Edoardo Zambanini \| Bahrain Victorious \| + 11 s \| \| \| 8.º \| Steff Cras \| TotalEnergies \| + 12 s \| \| \| 9.º \| Domen Novak \| UAE Team Emirates \| + 17 s \| \| \| 10.º \| Pablo Castrillo \| Equipo Kern Pharma \| + 20 s \| \| |                            |                               |                 |
| |                            |                               |                 |
| Fuente: ProCyclingStats |                            |                               |                 |
| Clasificación de la etapa |                            |                               |                 |
| Ciclista | Ciclista                   | Equipo                        | Tiempo          |
| 1.º | Pello Bilbao               | Bahrain Victorious            | 3 h 59 min 09 s |
| 2.º | Paul Double                | Team Polti Kometa             | + 3 s           |
| 3.º | Giovanni Aleotti           | Bora-Hansgrohe                | + 3 s           |
| 4.º | Giulio Pellizzari          | VF Group-Bardiani CSF-Faizanè | + 3 s           |
| 5.º | Domenico Pozzovivo         | VF Group-Bardiani CSF-Faizanè | + 3 s           |
| 6.º | Tobias Halland Johannessen | Uno-X Mobility                | + 9 s           |
| 7.º | Edoardo Zambanini          | Bahrain Victorious            | + 11 s          |
| 8.º | Steff Cras                 | TotalEnergies                 | + 12 s          |
| 9.º | Domen Novak                | UAE Team Emirates             | + 17 s          |
| 10.º | Pablo Castrillo            | Equipo Kern Pharma            | + 20 s          |

| \| Clasificación general \| Clasificación general \| Clasificación general \| Clasificación general \| Clasificación general \| \| Ciclista \| Ciclista \| Equipo \| Tiempo \| \| \| --------------------- \| -------------------------- \| ----------------------------- \| --------------------- \| --------------------- \| \| 1.º \| Giovanni Aleotti \| Bora-Hansgrohe \| 16 h 46 min 25 s \| \| \| 2.º \| Pello Bilbao \| Bahrain Victorious \| + 12 s \| \| \| 3.º \| Giulio Pellizzari \| VF Group-Bardiani CSF-Faizanè \| + 25 s \| \| \| 4.º \| Domenico Pozzovivo \| VF Group-Bardiani CSF-Faizanè \| + 25 s \| \| \| 5.º \| Steff Cras \| TotalEnergies \| + 34 s \| \| \| 6.º \| Pablo Castrillo \| Equipo Kern Pharma \| + 42 s \| \| \| 7.º \| Paul Double \| Team Polti Kometa \| + 42 s \| \| \| 8.º \| Filippo Zana \| Team Jayco AlUla \| + 45 s \| \| \| 9.º \| Ben Healy \| EF Education-EasyPost \| + 59 s \| \| \| 10.º \| Tobias Halland Johannessen \| Uno-X Mobility \| + 1 min 43 s \| \| |                            |                               |                  |
| |                            |                               |                  |
| Fuente: ProCyclingStats |                            |                               |                  |
| Clasificación general |                            |                               |                  |
| Ciclista | Ciclista                   | Equipo                        | Tiempo           |
| 1.º | Giovanni Aleotti           | Bora-Hansgrohe                | 16 h 46 min 25 s |
| 2.º | Pello Bilbao               | Bahrain Victorious            | + 12 s           |
| 3.º | Giulio Pellizzari          | VF Group-Bardiani CSF-Faizanè | + 25 s           |
| 4.º | Domenico Pozzovivo         | VF Group-Bardiani CSF-Faizanè | + 25 s           |
| 5.º | Steff Cras                 | TotalEnergies                 | + 34 s           |
| 6.º | Pablo Castrillo            | Equipo Kern Pharma            | + 42 s           |
| 7.º | Paul Double                | Team Polti Kometa             | + 42 s           |
| 8.º | Filippo Zana               | Team Jayco AlUla              | + 45 s           |
| 9.º | Ben Healy                  | EF Education-EasyPost         | + 59 s           |
| 10.º | Tobias Halland Johannessen | Uno-X Mobility                | + 1 min 43 s     |

### 5.ª etapa
| Municipalidad del Šentjernej - Novo Mesto | etapa escarpada | (156,9 km) |

| \| Clasificación de la etapa \| Clasificación de la etapa \| Clasificación de la etapa \| Clasificación de la etapa \| Clasificación de la etapa \| \| Ciclista \| Ciclista \| Equipo \| Tiempo \| \| \| ------------------------- \| -------------------------- \| -------------------------- \| ------------------------- \| ------------------------- \| \| 1.º \| Ben Healy \| EF Education-EasyPost \| 3 h 24 min 06 s \| \| \| 2.º \| Alexander Kristoff \| Uno-X Mobility \| + 6 s \| \| \| 3.º \| Orluis Aular \| Caja Rural-Seguros RGA \| + 6 s \| \| \| 4.º \| Luka Mezgec \| Team Jayco AlUla \| + 6 s \| \| \| 5.º \| Matej Mohorič \| Bahrain Victorious \| + 6 s \| \| \| 6.º \| Edoardo Zambanini \| Bahrain Victorious \| + 6 s \| \| \| 7.º \| Valerio Conti \| Team Corratec-Vini Fantini \| + 6 s \| \| \| 8.º \| Tobias Halland Johannessen \| Uno-X Mobility \| + 6 s \| \| \| 9.º \| Archie Ryan \| EF Education-EasyPost \| + 6 s \| \| \| 10.º \| Fernando Barceló \| Caja Rural-Seguros RGA \| + 6 s \| \| |                            |                            |                 |
| |                            |                            |                 |
| Fuente: ProCyclingStats |                            |                            |                 |
| Clasificación de la etapa |                            |                            |                 |
| Ciclista | Ciclista                   | Equipo                     | Tiempo          |
| 1.º | Ben Healy                  | EF Education-EasyPost      | 3 h 24 min 06 s |
| 2.º | Alexander Kristoff         | Uno-X Mobility             | + 6 s           |
| 3.º | Orluis Aular               | Caja Rural-Seguros RGA     | + 6 s           |
| 4.º | Luka Mezgec                | Team Jayco AlUla           | + 6 s           |
| 5.º | Matej Mohorič              | Bahrain Victorious         | + 6 s           |
| 6.º | Edoardo Zambanini          | Bahrain Victorious         | + 6 s           |
| 7.º | Valerio Conti              | Team Corratec-Vini Fantini | + 6 s           |
| 8.º | Tobias Halland Johannessen | Uno-X Mobility             | + 6 s           |
| 9.º | Archie Ryan                | EF Education-EasyPost      | + 6 s           |
| 10.º | Fernando Barceló           | Caja Rural-Seguros RGA     | + 6 s           |

## Clasificaciones finales
Las clasificaciones finalizaron de la siguiente forma:

### Clasificación general
| \| Clasificación general \| Clasificación general \| Clasificación general \| Clasificación general \| Clasificación general \| \| Ciclista \| Ciclista \| Equipo \| Tiempo \| \| \| --------------------- \| -------------------------- \| ----------------------------- \| --------------------- \| --------------------- \| \| 1.º \| Giovanni Aleotti \| Bora-Hansgrohe \| 20 h 10 min 36 s \| \| \| 2.º \| Pello Bilbao \| Bahrain Victorious \| + 10 s \| \| \| 3.º \| Giulio Pellizzari \| VF Group-Bardiani CSF-Faizanè \| + 26 s \| \| \| 4.º \| Domenico Pozzovivo \| VF Group-Bardiani CSF-Faizanè \| + 26 s \| \| \| 5.º \| Pablo Castrillo \| Equipo Kern Pharma \| + 43 s \| \| \| 6.º \| Paul Double \| Team Polti Kometa \| + 43 s \| \| \| 7.º \| Ben Healy \| EF Education-EasyPost \| + 44 s \| \| \| 8.º \| Filippo Zana \| Team Jayco AlUla \| + 46 s \| \| \| 9.º \| Steff Cras \| TotalEnergies \| + 1 min 28 s \| \| \| 10.º \| Tobias Halland Johannessen \| Uno-X Mobility \| + 1 min 44 s \| \| |                            |                               |                  |
| |                            |                               |                  |
| Fuente: ProCyclingStats |                            |                               |                  |
| Clasificación general |                            |                               |                  |
| Ciclista | Ciclista                   | Equipo                        | Tiempo           |
| 1.º | Giovanni Aleotti           | Bora-Hansgrohe                | 20 h 10 min 36 s |
| 2.º | Pello Bilbao               | Bahrain Victorious            | + 10 s           |
| 3.º | Giulio Pellizzari          | VF Group-Bardiani CSF-Faizanè | + 26 s           |
| 4.º | Domenico Pozzovivo         | VF Group-Bardiani CSF-Faizanè | + 26 s           |
| 5.º | Pablo Castrillo            | Equipo Kern Pharma            | + 43 s           |
| 6.º | Paul Double                | Team Polti Kometa             | + 43 s           |
| 7.º | Ben Healy                  | EF Education-EasyPost         | + 44 s           |
| 8.º | Filippo Zana               | Team Jayco AlUla              | + 46 s           |
| 9.º | Steff Cras                 | TotalEnergies                 | + 1 min 28 s     |
| 10.º | Tobias Halland Johannessen | Uno-X Mobility                | + 1 min 44 s     |

### Clasificación de la montaña
| Clasificación de la montaña | Clasificación de la montaña | Clasificación de la montaña   | Clasificación de la montaña | Clasificación de la montaña |
| Ciclista                    | Ciclista                    | Equipo                        | Puntos                      |                             |
| --------------------------- | --------------------------- | ----------------------------- | --------------------------- | --------------------------- |
| 1.º                         | Davide Baldaccini           | Team Corratec-Vini Fantini    | 14 pts                      |                             |
| 2.º                         | Pello Bilbao                | Bahrain Victorious            | 10 pts                      |                             |
| 3.º                         | Paul Double                 | Team Polti Kometa             | 10 pts                      |                             |
| 4.º                         | Giovanni Aleotti            | Bora-Hansgrohe                | 6 pts                       |                             |
| 5.º                         | Domenico Pozzovivo          | VF Group-Bardiani CSF-Faizanè | 5 pts                       |                             |
| 6.º                         | Ben Healy                   | EF Education-EasyPost         | 5 pts                       |                             |
| 7.º                         | Tomas Kalojiros             | Pierre Baguette Cycling       | 5 pts                       |                             |
| 8.º                         | Martin Marcellusi           | VF Group-Bardiani CSF-Faizanè | 5 pts                       |                             |
| 9.º                         | Mihael Štajnar              | Ljubljana Gusto Santic        | 4 pts                       |                             |
| 10.º                        | Giulio Pellizzari           | VF Group-Bardiani CSF-Faizanè | 4 pts                       |                             |

### Clasificación por puntos
| Clasificación por puntos | Clasificación por puntos | Clasificación por puntos      | Clasificación por puntos | Clasificación por puntos |
| Ciclista                 | Ciclista                 | Equipo                        | Puntos                   |                          |
| ------------------------ | ------------------------ | ----------------------------- | ------------------------ | ------------------------ |
| 1.º                      | Giovanni Aleotti         | Bora-Hansgrohe                | 47 pts                   |                          |
| 2.º                      | Alexander Kristoff       | Uno-X Mobility                | 45 pts                   |                          |
| 3.º                      | Pello Bilbao             | Bahrain Victorious            | 44 pts                   |                          |
| 4.º                      | Phil Bauhaus             | Bahrain Victorious            | 44 pts                   |                          |
| 5.º                      | Jhonatan Narváez         | Ineos Grenadiers              | 37 pts                   |                          |
| 6.º                      | Ben Healy                | EF Education-EasyPost         | 35 pts                   |                          |
| 7.º                      | Luka Mezgec              | Team Jayco AlUla              | 31 pts                   |                          |
| 8.º                      | Alberto Dainese          | Tudor Pro Cycling Team        | 30 pts                   |                          |
| 9.º                      | Paul Double              | Team Polti Kometa             | 29 pts                   |                          |
| 10.º                     | Giulio Pellizzari        | VF Group-Bardiani CSF-Faizanè | 26 pts                   |                          |

### Clasificación de los jóvenes
| Clasificación del mejor joven | Clasificación del mejor joven | Clasificación del mejor joven    | Clasificación del mejor joven | Clasificación del mejor joven |
| Ciclista                      | Ciclista                      | Equipo                           | Tiempo                        |                               |
| ----------------------------- | ----------------------------- | -------------------------------- | ----------------------------- | ----------------------------- |
| 1.º                           | Giulio Pellizzari             | VF Group-Bardiani CSF-Faizanè    | 20 h 11 min 02 s              |                               |
| 2.º                           | Brieuc Rolland                | Équipe continentale Groupama-FDJ | + 4 min 15 s                  |                               |
| 3.º                           | Fabio Christen                | Q36.5 Pro Cycling Team           | + 10 min 34 s                 |                               |
| 4.º                           | Alexander Hajek               | Bora-Hansgrohe                   | + 14 min 14 s                 |                               |
| 5.º                           | Daniel Vysočan                | Pierre Baguette Cycling          | + 16 min 45 s                 |                               |
| 6.º                           | Maxime Decomble               | Équipe continentale Groupama-FDJ | + 19 min 15 s                 |                               |
| 7.º                           | Andrew August                 | Ineos Grenadiers                 | + 20 min 26 s                 |                               |
| 8.º                           | António Morgado               | UAE Team Emirates                | + 22 min 16 s                 |                               |
| 9.º                           | Jaka Marolt                   | Sava Kranj Cycling               | + 22 min 30 s                 |                               |
| 10.º                          | Emil Herzog                   | Bora-Hansgrohe                   | + 29 min 11 s                 |                               |

### Clasificación por equipos
| Clasificación por equipos | Clasificación por equipos     | Clasificación por equipos | Clasificación por equipos |
| Equipo                    | Equipo                        | Tiempo                    |                           |
| ------------------------- | ----------------------------- | ------------------------- | ------------------------- |
| 1.º                       | VF Group-Bardiani CSF-Faizané | 60 h 34 min 44 s          |                           |
| 2.º                       | Euskaltel-Euskadi             | + 11 min 10 s             |                           |
| 3.º                       | Team Jayco AlUla              | + 12 min 58 s             |                           |
| 4.º                       | Bahrain Victorious            | + 14 min 20 s             |                           |
| 5.º                       | TotalEnergies                 | + 18 min 31 s             |                           |
| 6.º                       | Polti Kometa                  | + 18 min 33 s             |                           |
| 7.º                       | Uno-X Mobility                | + 21 min 33 s             |                           |
| 8.º                       | Caja Rural-Seguros RGA        | + 21 min 41 s             |                           |
| 9.º                       | Bingoal WB                    | + 28 min 14 s             |                           |
| 10.º                      | EF Education-EasyPost         | + 29 min 45 s             |                           |

## Evolución de las clasificaciones
| Etapa                   |                         | Ganador _         | Clasificación general | Puntos            | Montaña           | Jóvenes             | Equipo _                      |
| ----------------------- | ----------------------- | ----------------- | --------------------- | ----------------- | ----------------- | ------------------- | ----------------------------- |
| 1.ª etapa               | etapa llana             | Dylan Groenewegen | Dylan Groenewegen     | Dylan Groenewegen | Tomas Kalojiros   | Jonathan Guatibonza | Team Jayco AlUla              |
| 2.ª etapa               | etapa escarpada         | Phil Bauhaus      | Phil Bauhaus          | Phil Bauhaus      | Davide Baldaccini | Alexander Hajek     | Team Jayco AlUla              |
| 3.ª etapa               | etapa escarpada         | Giovanni Aleotti  | Giovanni Aleotti      | Phil Bauhaus      | Davide Baldaccini | Giulio Pellizzari   | VF Group-Bardiani CSF-Faizané |
| 4.ª etapa               | etapa de montaña        | Pello Bilbao      | Giovanni Aleotti      | Giovanni Aleotti  | Davide Baldaccini | Giulio Pellizzari   | VF Group-Bardiani CSF-Faizané |
| 5.ª etapa               | etapa escarpada         | Ben Healy         | Giovanni Aleotti      | Giovanni Aleotti  | Davide Baldaccini | Giulio Pellizzari   | VF Group-Bardiani CSF-Faizané |
| Clasificaciones finales | Clasificaciones finales |                   | Giovanni Aleotti      | Giovanni Aleotti  | Davide Baldaccini | Giulio Pellizzari   | VF Group-Bardiani CSF-Faizané |

## UCI World Ranking
El Tour de Eslovenia otorgó puntos para el UCI World Ranking para corredores de los equipos en las categorías UCI WorldTeam, UCI ProTeam y Continental. Las siguientes tablas son el baremo de puntuación y los diez corredores que obtuvieron más puntos:
| Posición              | 1.º | 2.º | 3.º | 4.º | 5.º | 6.º | 7.º | 8.º | 9.º | 10.º | 11.º | 12.º | 13.º | 14.º | 15.º | 16.º-30.º | 31.º-40.º |
| Clasificación general | 200 | 150 | 125 | 100 | 85  | 70  | 60  | 50  | 40  | 35   | 30   | 25   | 20   | 15   | 10   | 5         | 3         |
| Por etapa             | 20  | 15  | 10  | 5   | 3   |     |     |     |     |      |      |      |      |      |      |           |           |
| Líder                 | 5   |     |     |     |     |     |     |     |     |      |      |      |      |      |      |           |           |

| Clasificación |                            |                               |         |       |       |       |
| Posición      | Ciclista                   | Equipo                        | General | Etapa | Líder | Total |
| ------------- | -------------------------- | ----------------------------- | ------- | ----- | ----- | ----- |
| 1.º           | Giovanni Aleotti           | Bora-Hansgrohe                | 200     | 30    | 10    | 240   |
| 2.º           | Pello Bilbao               | Bahrain Victorious            | 150     | 20    | -     | 170   |
| 3.º           | Giulio Pellizzari          | VF Group Bardiani-CSF Faizanè | 125     | 8     | -     | 133   |
| 4.º           | Domenico Pozzovivo         | VF Group Bardiani-CSF Faizanè | 100     | 3     | -     | 103   |
| 5.º           | Pablo Castrillo            | Kern Pharma                   | 85      | -     | -     | 85    |
| 6.º           | Paul Double                | Polti Kometa                  | 70      | 15    | -     | 85    |
| 7.º           | Ben Healy                  | EF Education-EasyPost         | 60      | 20    | -     | 80    |
| 8.º           | Filippo Zana               | Jayco AlUla                   | 50      | 5     | -     | 55    |
| 9.º           | Steff Cras                 | TotalEnergies                 | 40      | -     | -     | 40    |
| 10.º          | Tobias Halland Johannessen | Uno-X Mobility                | 35      | -     | -     | 35    |